# Anacampserotaceae
Anacampserotaceae, biljna porodica u redu klinčićolike kojoj pripada šezdesetak priznatih vrsta unutar tri roda. Porodica je opisana tek 2010. godine, a najvažniji rod anakampseros (Anacampseros) ima 22 vrste trajnica i dao je porodici svoje ime.
Vrste ove porodice nekada su bile pripisivane porodici Tušnjovki (Portulacaceae), koja je danas zastupljen jedino od roda portulak.

## Opis
Mali grmovi do višegodišnjih zeljastih biljaka s debelom stabljikom, sluzavih (osim Grahamia), ponekad s bazalnim mesnatim kaudeksom ili gomoljastim glavnim korijenom.
Listovi spiralni, sukulentni do vrlo sočni, okrugli do okruglasti, rijetko spljošteni, goli ili tomentozni; pazušci s dlačicama, čekinjama ili pergamentnom ljuskom (Anacampseros sect. Avonia).
Cvat bočni (lateralan) ili terminalan, ponekad sa skupljenim internodijama, ponekad sa škorpioidnim djelomičnim cvatovima; cvjetovi mali do srednje veliki, dvospolni; sepaloidi 2, mesnati, postojani i postaju suhi u plodu; latice 5; prašnika 5–25; jajnik gornji, od 3 spojena karpela; kaliptra koju čine ostaci perijanta i prašnici postojani u stadiju plodonošenja (Grahamia, Talinopsis) ili listopadni kao Anacampseros.
Plodovi su lokulicidno dehiscentne kapsule s kadukuznim egzokarpom koji se odvaja od endokarpa (osim Grahamia), a endokarpni zalisci tvore malu košaricu; sjeme je obično donekle uglato i voluminozno, obično blijedo obojeno do bijelo, bez stropiola ili elaiosoma (sitna žljezdasta tvorevina na sjemenkama), testa (tvrda vanjska ovojnica ili omotač sjemena) dvoslojna, vanjski sloj testa obično se djelomično ili gotovo potpuno odvaja od unutarnjeg sloja sjemena; zametak paralelan s perispermom i prilično ravan.
Rasprostranjenost i pojavnost: Svijet: 3 roda, Južna i istočna Afrika, Australija, Argentina, Bolivija, Meksiko, Sjedinjene Američke Države.

## Rodovi
1. Familia Anacampserotaceae Eggli & Nyffeler (46 spp.)
  1. Grahamia Gillies ex Hook. & Arn. (6 spp.)
  2. Anacampseros L. (22 spp.)
  3. Avonia (E. Mey. ex Fenzl) G. D. Rowley (18 spp.)